# Gura Haitii
Gura Haitii – wieś w Rumunii, w okręgu Suczawa, w gminie Șaru Dornei. W 2011 roku liczyła 554 mieszkańców. 